# Maria Teresa Armengol
Maria Teresa Armengol i Bonet é uma política de Andorra, a primeira mulher eleita democraticamente como membro do Conselho Geral de Andorra nas eleições parlamentares de 1985. Ela ocupou o cargo até ao final da legislatura, em 1989.